# 임동
임동(林洞)은 광주광역시 북구의 동이다.

## 연혁
버드나무가 많아 유림촌(柳林村버드리)이라 했다가 1935년에 임동(林洞)과 유동(柳洞)으로 분리되었다. 조선후기 이 부근은 기례방면에 속하였고, 1947년 임동이라 부르기 시작했으며, 1986년 광주직할시 북구 임동이 되었다. 임동은 광주천과 서방천이 이룬 퇴적지형인 자연제방으로 배수가 잘되는 농경지였다. 광주공립농업학교가 1912년 서방면 신안리 땅5정(町)을 사서 지금의 임동 92번지로 이전하 면서 임동은 발전하기 시작했으며, 광주공립농업학교는 1976년 오치동 5번지로 이전했다. 1935년 학동에 있던 가네보 공장이 옮겨왔다. 1973년 발산교가 가설되기 전에는 방직공장 여공들의 애환이 서려있는 뽕뽕 다리가 있었다. 1960년대 도시계획에 의해 서방천 하류 저습지를 매립하여 무등경기장의 전신인 공설운동장을 만들었다. 그 이후 야구장, 수영장이 부설되면서 스포츠타운이 되었다.

## 유래
임동은 조선후기 광주목(光州牧) 기례방면(奇禮坊面) 지역에 속했고 광주읍성의 북문과 공북루로부터 서울로 가는 가로변에 조성된 버드나무 등 고목 숲길이 울창하여 통칭 `유림촌(柳林村)ㆍ또는 버드리`라 불리워 왔다. 1935년에 유정(柳町)과 임정(林町)으로 나뉘었고, 1947년 정(町)을 가(街)와 동(洞)으로 통일하면서 임정(林町)이 임동(林洞)이 되어 현재까지 이르고 있다. 임동은 광주천과 서방천이 만든 퇴적지형인 자연제방으로 배수가 잘 된 농경지로서 일제시대부터 종묘장(種苗場)과 답종제조소(畓種製造所), 농업학교가 위치하였다. 농업 선진지 임동은 1935년 학동에 있던 가네보 공장(種淵紡績, 후에 일신방직, 전방 공장으로 확장)이 옮겨오면서 본격적으로 시가지화 되었고 1960년대 도시계획에 의해서 서방천 하류, 저습지를 매립하여 현 무등경기장의 전신인 공설운동장이 만들어지면서 주거와 상업, 공업, 스포츠의 중심지역으로 발전해 왔다. 우리지역 중요 문화유산으로 광주광역시 유형문화재 2, 3호로 지정된 광주 십신사지 석불과 광주 십신사지 석비는 옛 광주농업고등학교의 부지에 자리했었으나 1976년에 광주농고가 오치동으로 이전함에 따라 1990년 10월 11일 광주시립민속박물관으로 옮겨져 보존되어 있는 등 유서 깊은 고장이다.

## 교육
- 서림초등학교

## 아파트
| 단지명                     | 건설사                  | 시행사                              | 주소              | 입주        | 비고                                                            |
| -------------------------- | ----------------------- | ----------------------------------- | ----------------- | ----------- | --------------------------------------------------------------- |
| 임동 리버파크              | 남양건설 (유)중도건설   | 대한주택공사                        | 북구 천변우로 11  | 2005년 11월 | 분양전환 '임동주공'에서 단지명 변경                             |
| 임동 중흥S-클래스 센텀파크 | 중흥건설 고운시티아이㈜ | 임동2구역 주택재개발정비사업조합    | 북구 임동로 7     | 2021년 6월  | 임동2구역 재개발 '임동 중흥S-클래스 고운라피네'에서 단지명 변경 |
| S-클래스 더제니스          | 중흥건설 두산건설       | 임동(유동)구역 도시환경정비사업조합 | 북구 천변우로 227 | 2024년 2월  |                                                                 |
| 임동 1단지 한국아델리움    | 한국건설㈜              | 한국건설㈜ 한국종합건설㈜           |                   | 2005년 8월  | 구 전남중·고등학교 부지                                         |
| 임동 2단지 한국아델리움    | 한국건설㈜              | 신한국개발㈜ 한국종합건설㈜         |                   | 2007년 6월  | 구 전남중·고등학교 부지                                         |

## 문화 시설
- 무등야구장
- 광주기아챔피언스필드